# نشانه گرگ

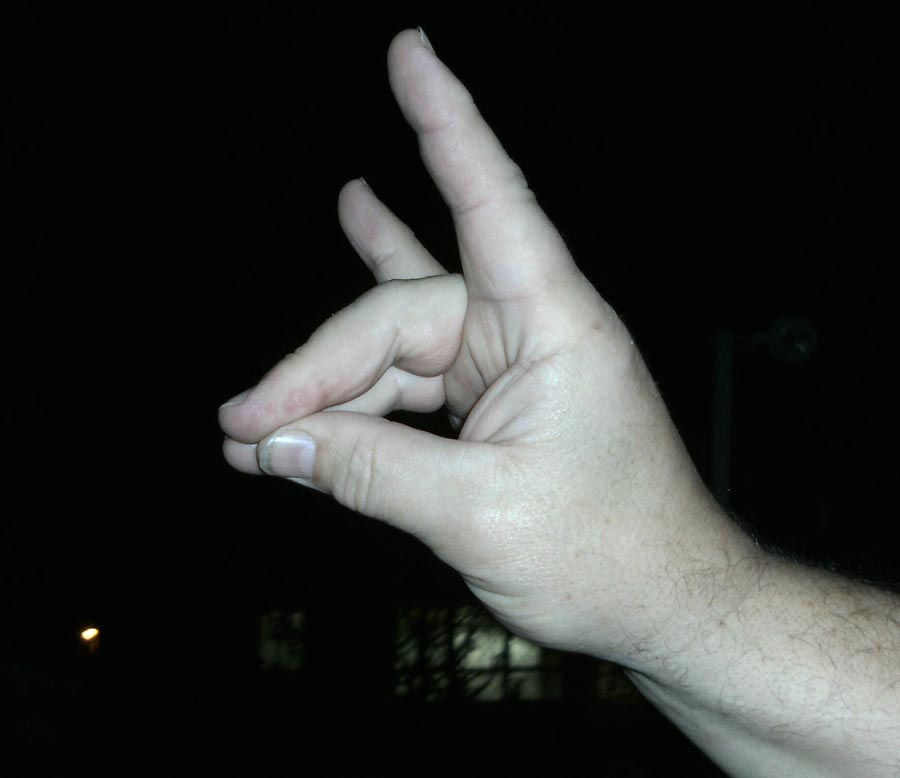

نشانه گرگ یا نشانه گرگ خاکستری یا سلام گرگ یک نماد دست ناسیونالیستی و پان‌ترکیسم ترک است. ناسیونالیست‌ها و گروه‌ها بدون توجه به دیدگاه‌های سیاسی از آن استفاده می‌کنند و فقط توسط گرگ‌های خاکستری استفاده نمی‌شود.

## ریشه‌شناسی
گرگ خاکستری ریشه پیش از اسلام دارد و از نقش گرگ خاکستری در اساطیر ترکی می‌آید و از فرهنگ بودایی و تنگری‌باوری به ترک‌ها نسبت داده شده‌است. بررسی‌های تاریخی نشان می‌دهند که این نشان توسط اقوام مختلف ترک مانند هون‌ها، قبچاق‌ها و پچنگ‌ها که با استفاده از این علامت به سمت غرب مهاجرت کرده‌اند، استفاده می‌شده‌است. در چین یک مجسمه سده ششمی از یک خان ترک که نشان گرگ خاکستری را می‌سازد در یک غار پیدا شد. قدمت این مجسمه به دوره گوک‌ترک‌های پیش از اسلام می‌رسد. بسیاری از مسلمانان تندرو آن را کفر یا بت‌پرستی می‌دانند.
گرگ یکی از مهم‌ترین نمادهای ترک‌ها است. همه قبایل ترک ساکن آسیای مرکزی در سده‌های چهارم و پنجم میلادی از این نماد استفاده می‌کردند. همچنین بر پایه افسانه‌های ارمنی، سریانی و دیگر منابع خاورمیانه سده‌های دوازدهم و سیزدهم ترک‌ها پس از ورود به آناتولی به دنبال یک گرگ حرکت می‌کردند. برای ترک‌ها، گرگ نمادی از خرد و راهنمایی است.

## پیدایش
گرگ در اوایل دهه ۱۹۹۰ در جریان اعتراضات گسترده در آذربایجان ظاهر و برای برخی به نمادی از پان‌ترکیسم تبدیل شد. برای آن‌ها این نماد، هویت فرهنگی و قومیتی بود که در دوران حکومت شوروی سرکوب شده بود.

## استفاده
اگرچه عموما تصور می‌شود که این نماد توسط حزب حرکت ملی ترکیه و گرگ‌های خاکستری استفاده می‌شود، اما در واقع توسط ملی‌گرایان و گروه‌های ترک از همه دیدگاه‌های سیاسی استفاده می‌شود. کمال قلیچ‌داراوغلو، رهبر حزب جمهوریخواه خلق، زمانی که در ۱۶ آوریل به یک تظاهرات در قیصری می‌رفت، با یک تابلوی گرگ خاکستری از هواداران خود استقبال کرد. رجب طیب اردوغان در واکنش به آن گفت: «نشانه گرگ خاکستری ساخته شده توسط رهبر حزب جمهوریخواه خلق را نمی‌توان از حافظه من پاک کرد.» قلیچداراوغلو در پاسخ گفت: «ما هم ناسیونالیست هستیم، ما هم ناسیونالیست هستیم».
مرال آکشنر، رهبر حزب خوب نیز مکرراً این نماد را در موارد زیادی می‌سازد. رجب طیب اردوغان این ژست را در یک راهپیمایی در مرسین قبل از تغییر سریع آن با علامت رابعه انجام داد.

## قانونی بودن
استفاده از این نماد در اتریش و فرانسه به دلیل فاشیسم بیش از اندازه، ممنوع است. بسیاری از سیاستمداران آلمانی از جناح راست و چپ پیشنهاد کردند که سلام گرگ خاکستری ممنوع شود.